# Hotel Mariador Palace
El Hotel Mariador Palace es un hotel en Conakri, Guinea. Está situado en la zona del Quartier de Ratoma de la ciudad. El hotel fue construido en 1999, con la inversión del Lejano Oriente. Se trata de la tercera parte de una cadena iniciada por el empresario guineano Mohamed Lamine Sylla en 1987. El Palacio Mariador es un hotel de lujo de cuatro pisos en Ratoma, Conakri, con 96 habitaciones. 
Se encuentra en una zona residencial de Conakri, a unos 15 minutos por carretera del aeropuerto internacional de Conakri, al este. Se encuentra al lado del mar, y tiene una gran terraza con una piscina y una zona cubierta con un techo de paja.